# Смерть с небес. Наука о конце света
Смерть с небес. Наука о конце света (англ. Death from the Skies!) ― научно-популярная книга американского астронома, писателя и популяризатора науки Фила Плейта.
Книга впервые была издана 16 октября 2008 года.

## Содержание
В этой книге автор рассказывает о различных вариантах гибели планеты Земля и вымирания человечества из-за астрономических явлений, например, столкновения с астероидами, воздействие чёрные дыры, гамма-всплески, нашествие инопланетян. По словам астронома Фила Плейта, Вселенная — это апокалипсис, ожидающий своего наступления: «Вселенная пытается убить тебя. Ничего личного. Меня она тоже пытается убить. Она пытается убить всех».
Автор книги остроумно и весело рассказывает о бесчисленных вариантах конца света, которые способен обрушить на нас космос. Научно-фантастические сюжеты в книге сочетаются с последними астрофизическими исследованиями. Каждая глава простым понятным языком объясняет явления, которые могут привести к концу света: какова их вероятность, как они могут повлиять на земную жизнь и саму Вселенную, и что мы можем сделать, чтобы спасти себя?
К примеру: взрыв сверхновой звезды может случиться один раз в 10 000 000 лет и вызвать гибель всего живого на нашей планете от истощения озонового слоя и радиации, если сверхновая находится менее чем в 25 световых годах от нас. Или гамма-всплески: вероятность события ― один на 14 000 000 лет, итог ― смерть от радиации и истощения озонового слоя от вспышки на расстоянии 7000 световых лет, если Земля находится внутри пути энергетического луча.
Эта книга — одновременно страшное и увлекательное путешествие по жестокой Вселенной, в которой мы живём.

## Документальный фильм
В 2010 году на телеканале Discovery Channel был показан документальный фильм под названием «Плохая вселенная Фила Плейта», которая была основана на нескольких главах его книги.

## Издание в России
Книга «Смерть с небес. Наука о конце света» была издана в России в 2020 году.